# Tobotanus bisignatus
Tobotanus bisignatus is een hooiwagen uit de familie Cosmetidae.